# Cara Hartstock
Cara Hartstock (* 18. März 1994 in Lübeck) ist eine ehemalige deutsche Handballspielerin, die zuletzt beim Buxtehuder SV in der ersten Bundesliga spielte.

## Laufbahn
Die gebürtige Lübeckerin begann das Handballspielen beim NTSV Strand 08 und war unter Trainer Holger Kretschmer Teil der männlichen Jugendmannschaften des Vereins. Über die Stationen VfL Bad Schwartau, Lübeck 1876 und HSC 2000 Magdeburg wechselte sie zur Saison 2010/11 zum HC Leipzig. Mit den Leipzigerinnen gewann sie 2011/12 und 2012/13 die deutsche A-Jugend-Meisterschaft und sammelte auch erste Erfahrungen im Seniorenbereich. Während sie hierbei hauptsächlich der Drittliga-Reserve des HC angehörte, kam die Kreisläuferin im Januar 2013 beim 30:21-Sieg gegen die HSG Bad Wildungen auch zu ihrem ersten Bundesliga-Einsatz. Nach einer Zweitliga-Spielzeit bei der niedersächsischen SGH Rosengarten-Buchholz wurde sie zur Saison 2014/15 vom VfL Oldenburg verpflichtet und erzielte dort 23 Tore in 26 Bundesliga-Spielen. In der Saison 2016/17 besaß sie ein Zweitspielrecht für den Zweitligisten Werder Bremen. Mit Oldenburg gewann sie 2018 den DHB-Pokal. Zur Saison 2019/20 wechselte Hartstock zum TuS Metzingen. Im März 2020 wurde der Wechsel zur HSG Blomberg-Lippe für die kommenden beiden Spielzeiten bekannt. Ab der Saison 2022/23 lief sie für den Buxtehuder SV auf. Nach der Saison 2024/25 beendete sie ihre Karriere.
Hartstock absolvierte mehrere Spiele für die Jugend- und Juniorinnen-Nationalmannschaften des DHB. Sie war Teil des Aufgebots der deutschen Nationalmannschaft bei der U-20-Handball-Weltmeisterschaft der Frauen 2014, der Jugend-Europameisterschaft 2011 sowie der Juniorinnen-Europameisterschaft 2013.

## Sportliche Erfolge
- deutscher A-Jugend-Meister 2011/12, 2012/13
- 2011 U-17-Jugend-EM Tschechien,
- 2013 U-19-Juniorinnen-EM Dänemark, 10. Platz[12]
- 2014 U-20-Juniorinnen-WM Kroatien, 4. Platz[13]
- 2018 DHB-Pokalsieger[14]

## Sonstiges
Ihre Schwester Sophie Hartstock lief ebenfalls in der Handball-Bundesliga auf.